# Cine Teatro Marconi
El Cine Teatro Marconi es una sala cinematográfica y teatro ubicada en la ciudad de Monteros, al sur de la Provincia de Tucumán, Argentina. Es propiedad del Centro de Trabajadores de Socorros Mutuos al hallarse dentro de su sede, al igual que la Biblioteca Popular Obrera María Luisa Buffo de Ferro.

## Historia
La Mutual propietaria del cine y originaria de Monteros fue fundada el 22 de junio de 1899 por trabajadores de la construcción. En 1907 la sociedad compró el solar donde actualmente se asienta su sede, la cual fue inaugurada en 1909. En este edificio funciona, en la actualidad, además del espacio cultural el Instituto Superior San Cristóbal y la Biblioteca Popular Obrera María Luisa Buffo de Ferro, abierta en 1949.
En 1932 se instaló en la planta baja del edificio la sala de cine y teatro, siendo inaugurado el 22 de junio de ese mismo año. Originalmente fue alquilado y explotado por la Compañía Cinematográfica del Norte, propiedad del empresario Guillermo Renzi; hasta que en 1945 Víctor Arnau se encargó de la concesión. En 1990 el cine fue cerrado para luego ser reabierto en 1995 hasta el año siguiente.
En 2020 se realizaron obras de remodelación en el recinto, al realizarse trabajos en la silletería, el piso y techo e instalación de nueva iluminación, al adecuarlo para fungir como sala de cine. Estas obras fueron inauguradas el 14 de julio de ese año en presencia del gobernador Juan Manzur, el vicegobernador Osvaldo Jaldo, el diputado nacional Mario Leito, el intendente de Monteros, el legislador Gerónimo Vargas Aignasse, autoridades provinciales y municipales junto al presidente de la mutual.